# يا ريت (مسلسل)
يا ريت مسلسل تلفزيوني من إخراج فيليب أسمر، ومن تأليف كلوديا مرشليان، ومن بطولة ماغي بو غصن، قيس شيخ نجيب، مكسيم خليل، باميلا الكيك هاني عادل منى واصف جوزيف بو نصار.

## قصة المسلسل
إياد رجل في الأربعين من عمره، هاجر إلى لندن يوم كان في ال ثامن عشرة من عمره وعمل هناك بكدّ وجهد وأكمل علمه قدر المستطاع، ثم تزوج من امرأة إنجليزية وحصل على الجنسية الإنجليزية ومن ثم انتقل إلى العمل في مجال السياحة ليصبح بعد ذلك صاحب فنادق ومكاتب سفر وصاحب باصات لتأمين السياحة لأكبر المجموعات الآتية من أنحاء العالم هرب إياد من بلده سوريا إلى الغربة يوم انتحرت شقيقته التوأم زينة أمام عينيْه بعد أن اجبرت من أهلها على زواج من رجل لم تحبّه.
حقد أياد كثيراً على عائلته وهاجر لأنه لم يعد يريد أن يعيش مع عائلة يعتبرها مجرمة ومتخلفة، فهرب وقرّر أن ينسى العائلة وكل الماضي وحدها والدته لا زالت في باله بعد انفصال إياد عن زوجته وبعد خيانتها ولابنتهما، قرر ألا يتزوج أبدا وأن يهتم بابنته ويرعاها بنفسه، فراح يقيم علاقات عابرة إلى أن تعرّف منذ سبع سنوات على سيدة راقية مثقّفة تدعى جنى امرأة ذكية وجميلة ولقد تزوجت في عمر صغير وانفصلت عن زوجها بسب تعنيفه لها وهي تدرّس في جامعة من جامعات لندن وتحديداً مادة الفيزياء، هي المتفوّقة والمحترمة من الجميع.

## بطولة
- ماغي بو غصن
- مكسيم خليل
- هاني عادل
- منى واصف
- جوزيف بو نصار
- قيس شيخ نجيب
- باميلا الكيك